# بوعيشون
بو عيشون بلدية بدائرة سي المحجوب ولاية المدية الجزائرية .